# 產後精神病
產後精神病（英語：Postpartum psychosis，縮寫）是分娩后不久突然出现精神病症状，通常在產後两周内發生，但最晚在四周內發生 。症状包括可能看到或闻到不存在的东西（幻觉）、出現不太可能是真实的想法（妄想）、情绪异常高涨（躁狂）、抑郁、焦慮或精神错乱。其他症状包括可能發生思维混乱，睡眠困难，以及心情和意识不稳定 。患者本人通常很少有病識感，也就是不了解自身的病情與严重度。超过一半的患者后来發現患有躁郁症。
病因仍不清楚，但可能与激素、免疫系统和遗传有关  。危险因子包括首次怀孕、高龄、睡眠不足以及个人或家族有此病或躁郁症的家族病史 。似乎與生活压力和其它妊娠并发症無關。目前没有筛檢或评估工具可協助诊断； 在排除其他潜在原因后，依出现的症状，參考DSM-V的标准诊断。在《精神疾病诊断和统计手册》第五卷（DSM-V TR）中，此病被归类在短期精神病疾患與「周产期发病」的條件，而不是當成單一的独立診斷 。
一般認為產後精神病，是需要紧急住院的精神急症。治疗可能包括锂、苯二氮䓬类和抗精神病药等药物，以及電痙攣療法 。若妇女之前曾用过锂，可在產后立即开始预防性服用。精神病症状，特别是妄想錯認症候群的症状，可能会危害婴儿和母亲自己； 有 4% 的患者會造成孩子死亡，母亲也有自殺风险。离婚率高达20%。
產後精神病的發生率約為0.1%到0.2%間，也就是每 1000 次分娩中，發病的有 1 到 2 。不同文化和社会阶层的發病率相似。更常遇到的情况是发生在已知或新发作的躁郁症，又稱為产后躁郁症。早在公元前 400 年，希波克拉底就曾描述过此病症。